# Cullinan-diamanten
Cullinan-diamanten er den største diamant af smykkekvalitet, der hidtil er fundet. Den blev fundet i Sydafrika, i minen Premier No. 2 i Cullinan, den 26. januar 1905. Den rå diamant vejede 3.106,75 karat (621,35 g), formen tydede på, at den var brækket af en endnu større diamant.
Den blev udbudt til salg i 1905, men efter 2 år var den stadig ikke solgt. I 1907 købte Transvaals koloniregering stenen, og forærede den til den britiske konge, Edward 7. Stenen blev slebet af Asscher Brødrene i Amsterdam.
På grund af fejl i stenen, blev den slebet til flere mindre sten i stedet for én stor. Forinden havde Joseph Asscher analyseret stenen grundigt, og en forsamling overværede, hvordan han i 1908 ville kløve stenen første gang. Diamanter kan kløves i planer parallelle med krystallets oktaeder-struktur. De kløves af og til før selve slibningen med et slag på en kniv, der er anbragt i en rille, der er skåret forinden. Ved det første slag knækkede kniven. Kløvningen blev udsat en uge, til en stærkere kniv var fremstillet, denne gang uden publikum.
I alt blev der slebet 105 smykkesten ud af diamanten, alle tilhører den britiske krone eller den britiske stat. Den største, Cullinan I, er anbragt i det britiske scepter. Den er dråbeformet (pendeloque), og vejer 530,2 karat (106,04 g). Den var den største slebne diamant frem til 1992, hvor den blev overgået af Golden Jubilee på 545,67 karat (109,134 g). Denne er imidlertid brunlig.